# Kazimierz Zienkiewicz (1896–1940)
Kazimierz Zienkiewicz (ur. 22 października 1896 w Olechnowiczach, zm. wiosną 1940 w Charkowie) – polski chemik eksperymentator, kapitan uzbrojenia Wojska Polskiego, działacz niepodległościowy, kawaler Orderu Virtuti Militari, ofiara zbrodni katyńskiej.

## Życiorys
Urodził się 22 października 1896 w Olechnowiczach, w ówczesnym powiecie wilejskim guberni wileńskiej, w rodzinie Antoniego i Jadwigi z Zambrzyckich. Maturę zdał w II Gimnazjum Filologicznym w Charkowie.
Przez około dziewięć miesięcy służył w armii rosyjskiej. Ukończył Szkołę Chorążych w Peterhofie. Od 1916 był członkiem Polskiej Organizacji Wojskowej. Od 1918 w Wojsku Polskim. Brał udział w obronie Lwowa. 13 stycznia 1919 pod Bednarowem odniósł dwie rany. W marcu 1919 jako oficer Oddziału II został skierowany z zadaniami specjalnymi do POW na Białorusi. W czerwcu 1921 w dalszym ciągu pełnił służbę w Oddziale II Naczelnego Dowództwa WP. Na początku 1922 został przeniesiony do rezerwy. Posiadał przydział w rezerwie do 21 pułku piechoty w Warszawie. 8 stycznia 1924 został zatwierdzony w stopniu porucznika ze starszeństwem z 1 czerwca 1919 i 5535. lokatą w korpusie oficerów rezerwy piechoty. Później został przeniesiony do korpusu oficerów uzbrojenia.
Ukończył cztery lata studiów na Uniwersytecie Warszawskim. Następnie podjął pracę w Wojskowym Instytucie Przeciwgazowym w Warszawie na stanowisku asystenta, a później chemika eksperymentatora (urzędnik w VII stopniu służbowym). Pracował w nim do wybuchu wojny. W 1934 jako oficer rezerwy pozostawał w ewidencji Powiatowej Komendy Uzupełnień Warszawa Miasto III. Posiadał przydział w rezerwie do Kadry 1 Oddziału Służby Uzbrojenia. Był członkiem Związku Peowiaków i członkiem komisji odznaczeniowej POW Wschód. Mieszkał w Warszawie przy ul. Ludnej 11 m. 51. Na stopień kapitana rezerwy został awansowany ze starszeństwem z 19 marca 1939 i 5. lokatą w korpusie oficerów uzbrojenia.
W nieznanych okolicznościach, po agresji ZSRR na Polskę (17 września 1939), dostał się do niewoli sowieckiej i został osadzony w obozie w Starobielsku. Wiosną 1940 został zamordowany przez funkcjonariuszy NKWD w Charkowie i pogrzebany potajemnie w bezimiennej mogile zbiorowej w Piatichatkach, gdzie od 17 czerwca 2000 mieści się oficjalnie Cmentarz Ofiar Totalitaryzmu w Charkowie. Figuruje na tzw. liście Gajdideja (poz. 1157).
5 października 2007 roku minister obrony narodowej Aleksander Szczygło mianował go pośmiertnie na stopień majora. Awans został ogłoszony 9 listopada 2007 roku w Warszawie, w trakcie uroczystości „Katyń Pamiętamy – Uczcijmy Pamięć Bohaterów”.
Był żonaty z Janiną z Rychterów, z którą miał dwóch synów: Marka (ur. 15 maja 1926) i Konrada (ur. 14 czerwca 1931).

## Ordery i odznaczenia
- Krzyż Srebrny Orderu Virtuti Militari nr 7628 – 17 maja 1922 „za czyny w byłej POW na Wschodzie (KN III)”[25]
- Krzyż Niepodległości z Mieczami – 2 sierpnia 1931 „za pracę w dziele odzyskania niepodległości”[26][27][28]
- Złoty Krzyż Zasługi – 25 maja 1939 „za zasługi w służbie państwowej”[29]